# Laphria rubidofasciata
Laphria rubidofasciata är en tvåvingeart som beskrevs av Wulp 1872. Laphria rubidofasciata ingår i släktet Laphria och familjen rovflugor. Inga underarter finns listade i Catalogue of Life.